# Złaknieni
Złaknieni (ang. Hungry Hearts) – włoski dreszczowiec z 2014 roku, w reżyserii i według scenariusza Saverio Costanzo. Adaptacja powieści autorstwa Marco Franzoso. Zdjęcia kręcono w Nowym Jorku.
Światowa premiera filmu miała miejsce 31 sierpnia 2014 podczas 71. MFF w Wenecji, w ramach którego obraz brał udział w konkursie głównym. Na tym festiwalu aktorzy Adam Driver i Alba Rohrwacher otrzymali Puchar Volpiego za kreacje aktorskie.
Następnie w dniu 7 września br. film został zaprezentowany podczas 39. MFF w Toronto w sekcji „Special Presentations”.

## Obsada
- Adam Driver jako Jude
- Alba Rohrwacher jako Mina
- Roberta Maxwell jako Anne
- Jake Weber jako dr Bill
- Natalie Gold jako Jennifer
- Victoria Cartagena jako Monica
- Cristina J. Huie jako policjant Dugan

i inni

## Nagrody i nominacje
71. MFF w Wenecji
- nagroda: Puchar Volpiego dla najlepszego aktora − Adam Driver
- nagroda: Puchar Volpiego dla najlepszej aktorki − Alba Rohrwacher
- nominacja: Złoty Lew − Saverio Costanzo

60. ceremonia wręczenia nagród David di Donatello
- nominacja: najlepszy film − Saverio Costanzo
- nominacja: najlepszy reżyser − Saverio Costanzo
- nominacja: najlepszy scenariusz − Saverio Costanzo
- nominacja: najlepsza aktorka − Alba Rohrwacher
- nominacja: najlepsze zdjęcia − Fabio Cianchetti
- nominacja: najlepsza muzyka − Nicola Piovani
- nominacja: najlepszy montaż − Francesca Calvelli